# کرونبرگ (کوه)
کرونبرگ (آلمانی: Kronberg) یک کوه از اپانزل هست، در غرب اپانزل در کانتون سویس قرار دارد ایالت آپنتزل اینرهودن. قله ۱٬۶۶۳ متری آن با ماشین کابلی قابل دسترس خواهد بود.

## نگارخانه

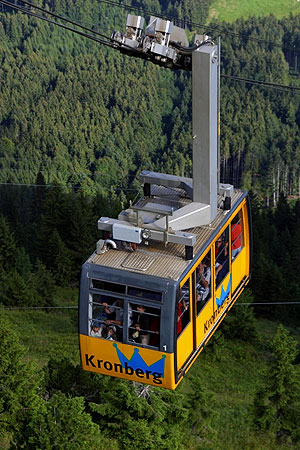
Kronberg تراموای برقی